# Alex King (rugby à XV)
Pour les articles homonymes, voir Alex King et King.

a Compétitions nationales et continentales officielles uniquement.

b Matchs officiels uniquement.
Dernière mise à jour le 29 octobre 2021.

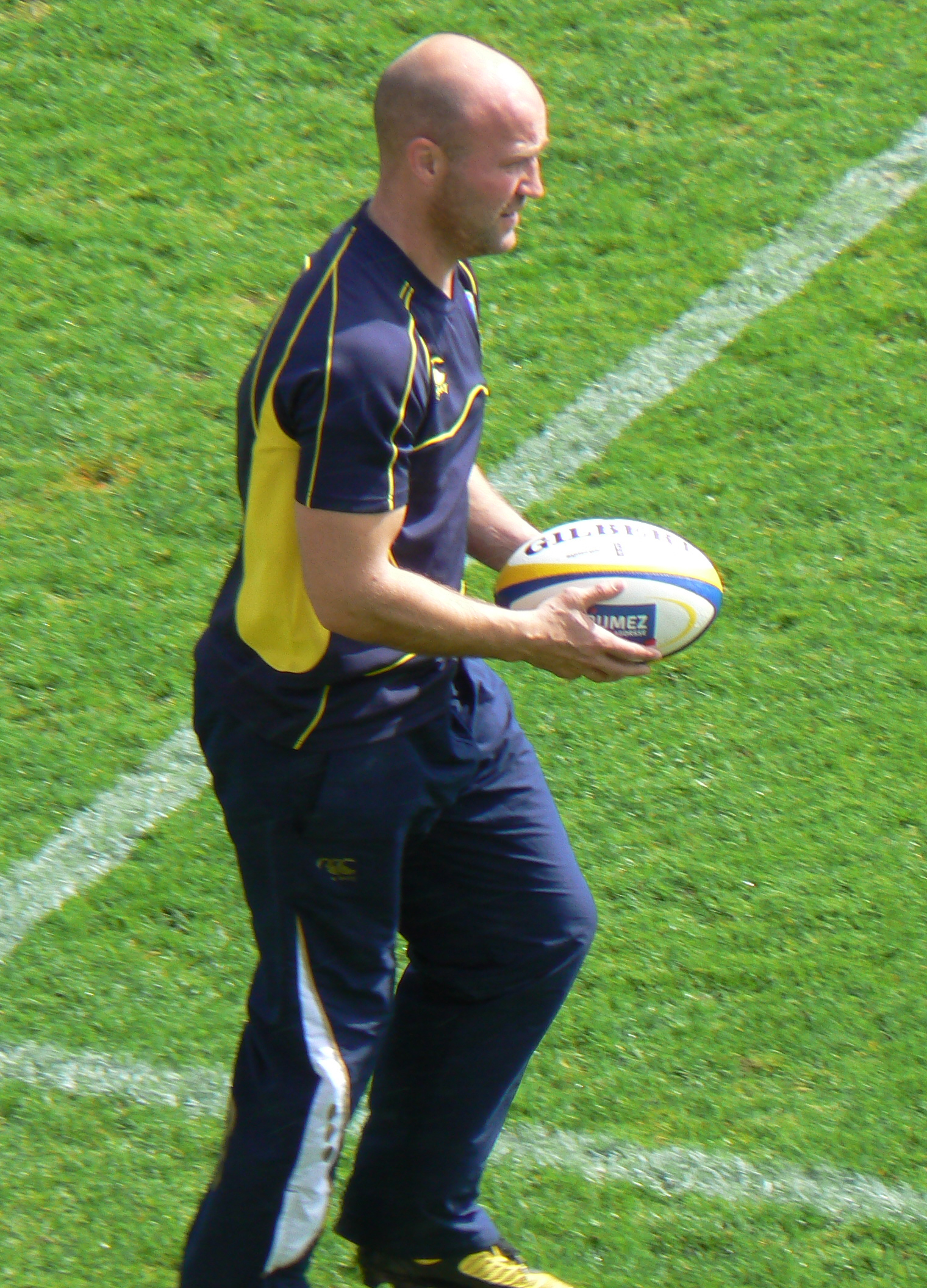
Alex King avec l'ASM Clermont Auvergne

Alexander David King, né le 17 janvier 1975 à Brighton (Angleterre), est un joueur et entraîneur de rugby à XV international anglais, évoluant au poste de demi d'ouverture (1,82 m pour 91 kg).
À la fin de la saison 2007-2008, il prend sa retraite sportive avant d'intégrer le staff de l'ASM Clermont comme spécialiste de la défense, du jeu au pied et du travail d'habileté technique. Il est ensuite entraîneur des Northampton Saints, du Montpellier HR puis de Gloucester Rugby.

## Carrière

### En club

#### Joueur
- Jusqu'en 2007 : London Wasps  Angleterre
- 2007-2008 : ASM Clermont Auvergne   France

#### Entraîneur
- 2008-2013 : ASM Clermont Auvergne  France (entraîneur-adjoint)
- 2013-2016 : Northampton Saints  Angleterre (arrières)
- 2017 :  Pays de Galles (attaque)
- 2017-2019 : Montpellier HR  France (arrières)
- 2019-2020 : CA Brive  France (intervenant ponctuel pour le jeu au pied et les buteurs)
- 2020-2022 : Gloucester Rugby  Angleterre (attaque)
- Depuis 2023 :  Pays de Galles (attaque)

Dès la saison 2008-2009, il intègre le staff de Vern Cotter à l'ASM Clermont Auvergne en tant que coach spécialisé dans le jeu au pied et les "skills" (techniques individuelle). En 2013, Alex King quitte l'ASM Clermont pour devenir entraîneur des arrières des Northampton Saints. En octobre 2016, il quitte le club anglais d'un commun accord. Lors du Tournoi des Six Nations 2017, il intègre le staff de Rob Howley, sélectionneur du Pays de Galles par intérim en l'absence de Warren Gatland, en tant qu'entraîneur de l'attaque. Ce rôle est habituellement occupé par Howley lui-même lorsque Gatland est au poste de sélectionneur.
En 2017, il devient l'entraîneur des arrières de Montpellier. Il travaille sous les ordres de Vern Cotter et au côté de Nathan Hines, entraîneur des avants. King et Hines se sont engagés avec Montpellier jusqu'en 2020. Il quitte le club en 2019 à la suite de la réorganisation du staff.
En 2019-2020, il intègre le staff du CA Brive dirigé par Jeremy Davidson. Il intervient ponctuellement en tant qu'entraîneur du jeu au pied et des buteurs.
En 2020, il devient entraîneur de l'attaque du Gloucester Rugby auprès du nouvel entraîneur en chef George Skivington.

### En équipe nationale
Il a honoré sa première cape internationale en équipe d'Angleterre le 7 juin 1997 contre l'équipe d'Argentine.

## Palmarès

### En club

#### Joueur

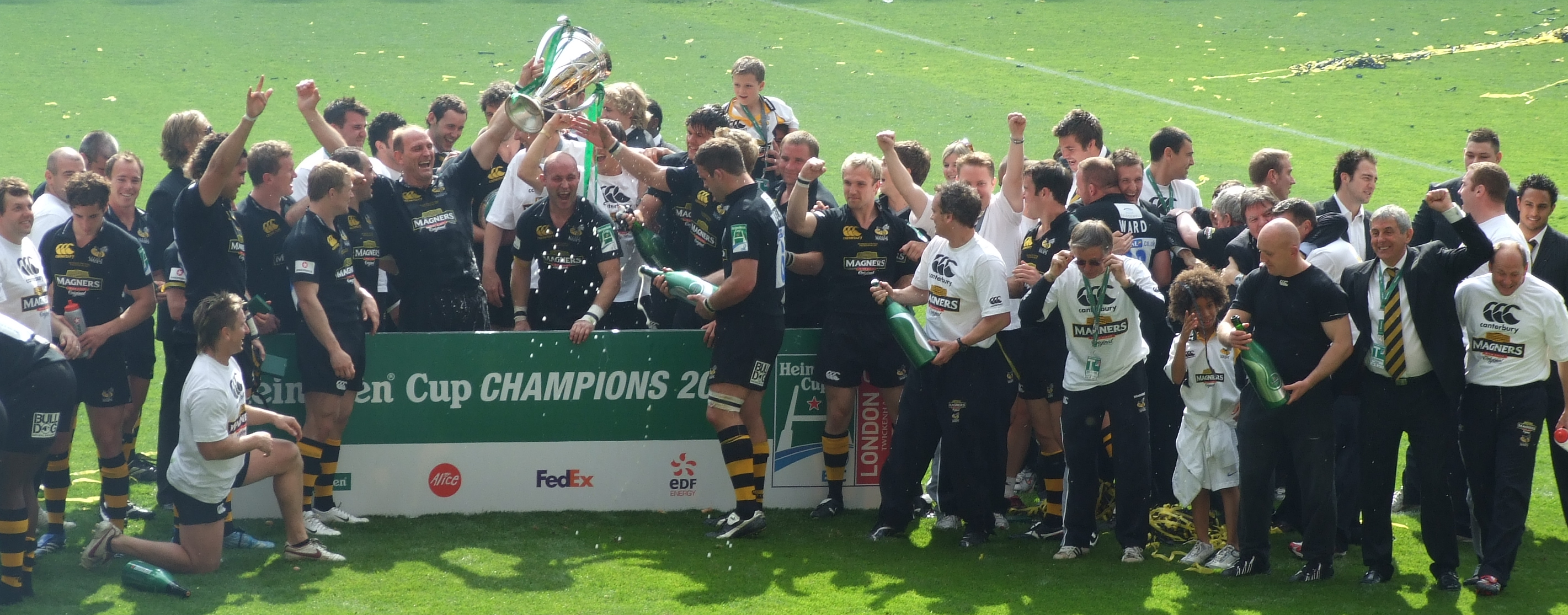
Les Wasps célèbrent la victoire en Coupe d'Europe en 2007.

- Champion d'Angleterre : 2003, 2004, 2005
- Vainqueur de la coupe d'Europe : 2004, 2007
- Finaliste du championnat de France en 2007-2008

#### Entraîneur
- Finaliste du championnat de France en 2008-2009
- Champion de France 2010
- Champion d'Angleterre 2014
- Vainqueur du Challenge européen 2013-2014
- Finaliste du championnat de France en 2017-2018

### En équipe nationale
- 5 sélections en équipe d'Angleterre entre 1997 et 2003.
- 1 essai, 3 pénalités, 1 drop, 3 transformations (23 points)
- Sélections par année : 1 en 1997, 1 en 1998, 1 en 2000, 1 en 2001, 1 en 2003
- Tournoi des Six Nations disputé : 2000
- Vainqueur du tournoi des six nations : 2000

## Bilan en tant qu'entraîneur
| Saison      | Club               | Division              | Poste    | Classement                  | Coupe d'Europe                | Challenge européen |
| ----------- | ------------------ | --------------------- | -------- | --------------------------- | ----------------------------- | ------------------ |
| 2013 - 2014 | Northampton Saints | Aviva Premiership     | Arrières | Champion d'Angleterre       | Éliminé en poule              | Vainqueur          |
| 2014 - 2015 | Northampton Saints | Aviva Premiership     | Arrières | 1er, éliminé en demi-finale | Éliminé en quart-de-finale    | -                  |
| 2015 - 2016 | Northampton Saints | Aviva Premiership     | Arrières | 5e                          | Éliminé en quart-de-finale    | -                  |
| 2017 - 2018 | Montpellier HR     | Top 14                | Arrières | 1er, défaite en finale      | Éliminé en poule              | -                  |
| 2018 - 2019 | Montpellier HR     | Top 14                | Arrières | 6e, éliminé en barrage      | Éliminé en poule              | -                  |
| 2020 - 2021 | Gloucester Rugby   | Gallagher Premiership | Arrières | 11e                         | Éliminé en huitième de finale | -                  |